# Oberdünzebach
Oberdünzebach ist ein Stadtteil von Eschwege im nordhessischen Werra-Meißner-Kreis.

## Geographie
Das Straßendorf Oberdünzebach ist ein Straßendorf am Südostrand des Eschweger Becken im Tal des Dünzbaches. Es liegt ca. 2,6 km südöstlich der Stadtverwaltung von Eschwege. Das Gebiet des Stadtteils besteht aus der Gemarkung Oberdünzebach im Südosten des Gemeindegebiets mit einer Fläche von 355 Hektar, davon sind 49 Hektar Wald. Die Ortslage befindet sich auf 196 bis 230 m ü. NHN und der höchste Punkt der Gemarkung liegt bei etwa 369 Meter im Süden der Gemarkung. An den Stadtteil Oberdünzebach grenzen, von Norden beginnend, im Uhrzeigersinn, die Eschweger Kernstadt, im Osten Eschwege-Niederdünzebach und im Süden und Westen wiederum die Kernstadt.
Durch den Ort führt die Landesstraße L 3300, welche die aus dem Norden von Eschwege kommende L 3240 mit der weiter südlich gelegenen Gemeinde Weißenborn verbindet.

## Geschichte

### Ortsgeschichte
Bei dem 1263 urkundlich erwähnten „Thuncenbach“ handelt es sich vermutlich um Niederdünzebach. Explizit wir Niederdünzebach als inferius Tunzebach im Jahr 1308 in einem Klosterarchiv genannt. Wobei es unklar ist, ob die Spezifizierung schon damals durch Oberdünzebach nötig geworden ist. In den Jahren 1444 und 1471 wird der Ort als wüst bezeichnet.
Durch die relativ späte Ersterwähnung kann nicht geklärt werde welche Rechte das Eschweger Königsgut an Niederdünzebachn hatte. Vom Spätmittelalter bis zum Ende des Heiligen Römischen Reiches scheinen die Boyneburger die überwiegende Herrschaft über Niederdünzebach ausgeübt zu haben. Der Beginn der Herrschaft scheint durch die Güterübertragung an das Kloster Germerode im Jahr 1272 zu liegen. Im Jahr 1444 belehnt der hessische Landgraf Ludwig die Brüder Heimbrod, Rabe und Reinhard von Boyneburg genannt von Hohenstein u. a. mit den Wüstungen Ober- und Niederdünzebach mit Kirchlehen, Gericht und Rechten. Die genauer Verhältnisse bleiben jedoch ungeklärt. Erst im Grundlagenvertrag zwischen den Landgrafen und denen von Boyneburg wird 1602 die Hochgerichtsbarkeit in Nieder- und Oberdünzebach dem Landgrafen zugesprochen. In diesem Vertrag konnte die Landgrafschaft Hessen die peinliche Gerichtsbarkeit für sich gewinnen. Straffällig Gewordene mussten von den von Boyneburg dann nach Eschwege ausgeliefert werden, landgräfliche Beamte hatten in Oberdünzebach weiterhin keine Hoheitsrechte.
Bezüglich Grundherrschaft und Grundbesitz sind die folgenden Ereignisse belegt:
- 1388 wurde im Zinsregister des Frauenklosters St. Augustinus[5] zu Eschwege Oberdünzebach genannt. St. Cyriacus hatte um 1400 gleichfalls Einkünfte aus dem Ort.
- 1770 wurde neben den Gütern der Boyneburger auch eine Hufe, die Lenchenshufe genannt, der Hombergk zu Kleinvach aufgeführt. Der Besitz ist seit 1596 belegt.

Im Jahr 1770 war in Oberdünzebach ein Schulhaus vorhanden und für 1910 ist eine einklassige Volksschule dokumentiert.
Der adlige Ort im Besitz der Herren von Boyneburg gehörte zunächst zum Amt Eschwege und kam 1645 zum landgräflichen Amt Bischhausen. Seit 1821 gehörte Oberdünzebach zum Kreis Eschwege. 1933 hatte der Ort 595 Einwohner. Schon damals gehörte Oberdünzebach zum Bereich des Amtsgerichts und Finanzamts Eschwege.
Zum 31. Dezember 1971 wurde im Zuge der Gebietsreform in Hessen der bis dahin selbständige Gemeinde auf freiwilliger Basis als Stadtteil in die Kreisstadt Eschwege eingemeindet. Für Niederdünzebach wurde, wie für die anderen eingemeindeten ehemals eigenständigen Gemeinden von Eschwege, ein Ortsbezirk eingerichtet.

### Gerichte
Die Gerichtsbarkeit über Oberdünzebach wurde im Mittelalter durch die Herren von Boyneburg ausgeübt. Im Jahr 1480 erhielten nach langen Auseinandersetzungen die früher reichsunmittelbaren Ritter die Boyneburg und damit das Gericht Boyneburg als erbliches Lehen der hessen-darmstädter Landgrafen. In einem Vertrag von 1602 wurde festgelegt, dass die peinliche Gerichtsbarkeit den Landgrafen zustand, die niedere Gerichtsbarkeit wurde den von Boyneburg überlassen. In der Landgrafschaft Hessen-Kassel und im Kurfürstentum Hessen war ab 1654 das Amt Bischhausen neben der Verwaltung auch für die peinliche Gerichtsbarkeit in Oberdünzebach zuständig. Das Boyneburgische Justizamt Bischhausen war bis Aussterben der Hessen-Rotenburgischen Linie für die Niedere Gerichtsbarkeit zuständig. Danach wurde dessen Zuständigkeit in die kurhessische Justizämter überführt. Die weitere Zuständigkeit entwickelte sich wie folgt:
- 1801–1813: Friedensgericht Bischhausen im Königreich Westphalen[Anm. 1]
- 1818: Justizamt Bischhausen (noch unter der Hoheit des Amts Bischhausen)
- 1822: Justizamt Eschwege (Abtrennung der Justiz) erste Instanz, zweite Instanz Obergericht für die Provinz Niederhessen
- 1834: Justizamt Eschwege II erste Instanz, zweite Instanz Obergericht für die Provinz Niederhessen
- 1837: Justizamt Eschwege erste Instanz, zweite Instanz Obergericht für die Provinz Niederhessen
- 1867: Amtsgericht Eschwege (nach der Annexion durch Preußen), zweite Instanz Kreisgericht Kassel
- 1879: Amtsgericht Eschwege erste Instanz (durch das Reichsjustizgesetze), zweite Instanz Landgericht Kassel

### Verwaltungsgeschichte im Überblick
Die folgende Liste zeigt die Staaten und Verwaltungseinheiten, denen Oberdünzebach angehört(e):
- vor 1567:  Heiliges Römisches Reich, Landgrafschaft Hessen, Niederfürstentum, Amt Eschwege, Dorf derer von Boyneburg-Hohenstein
- ab 1567: Heiliges Römisches Reich,  Landgrafschaft Hessen-Kassel, Amt Eschwege, Dorf derer von Boyneburg-Hohenstein
  - 1627–1834: Landgrafschaft Hessen-Rotenburg (sogenannte Rotenburger Quart), teilsouveränes Fürstentum unter reichsrechtlicher Oberhoheit der Landgrafschaft Hessen-Kassel bzw. des Kurfürstentums Hessen, Amt Eschwege, Dorf derer von Boyneburg-Hohenstein („adelige Quart“)
- ab 1645: Heiliges Römisches Reich, Landgrafschaft Hessen-Kassel, Amt Bischhausen
- 1803–1806: Heiliges Römisches Reich, Kurfürstentum Hessen, Amt Bischhausen
- 1807–1813: Königreich Westphalen, Departement der Werra, Distrikt Eschwege, Kanton Aue
- 1814–1821: Kurfürstentum Hessen, Amt Bischhausen
- ab 1821/22: Kurfürstentum Hessen, Provinz Niederhessen, Kreis Eschwege[10][Anm. 3]
- ab 1848: Kurfürstentum Hessen, Bezirk Eschwege
- ab 1851: Kurfürstentum Hessen, Provinz Niederhessen, Kreis Eschwege
- ab 1867: Königreich Preußen,[Anm. 4] Provinz Hessen-Nassau, Regierungsbezirk Kassel, Landkreis Eschwege
- ab 1871: Deutsches Reich, Königreich Preußen, Provinz Hessen-Nassau, Regierungsbezirk Kassel, Kreis Eschwege
- ab 1918: Deutsches Reich, Freistaat Preußen,[Anm. 5]  Provinz Hessen-Nassau, Regierungsbezirk Kassel, Kreis Eschwege
- ab 1944: Deutsches Reich, Freistaat Preußen, Provinz Kurhessen, Landkreis Eschwege
- ab 1945: Deutsches Reich, Amerikanische Besatzungszone,[Anm. 6] Groß-Hessen, Regierungsbezirk Kassel, Landkreis Eschwege
- ab 1946: Deutsches Reich, Amerikanische Besatzungszone, Land Hessen, Regierungsbezirk Kassel, Landkreis Eschwege
- ab 1949: Bundesrepublik Deutschland, Land Hessen, Regierungsbezirk Kassel, Landkreis Eschwege
- ab 1972: Bundesrepublik Deutschland, Land Hessen, Regierungsbezirk Kassel, Landkreis Eschwege, Stadt Eschwege
- ab 1974: Bundesrepublik Deutschland, Land Hessen, Regierungsbezirk Kassel, Werra-Meißner-Kreis, Stadt Eschwege

## Bevölkerung

### Einwohnerstruktur 2011
Nach den Erhebungen des Zensus 2011 lebten am Stichtag dem 9. Mai 2011 in Oberdünzebach 828 Einwohner. Darunter waren 15 (1,8 %) Ausländer. Nach dem Lebensalter waren 135 Einwohner unter 18 Jahren, 327 waren zwischen 18 und 49, 216 zwischen 50 und 64 und 153 Einwohner waren älter. Die Einwohner lebten in 345 Haushalten. Davon waren 75 Singlehaushalte, 108 Paare ohne Kinder und 135 Paare mit Kindern, sowie 24 Alleinerziehende und 6 Wohngemeinschaften. In 69 Haushalten lebten ausschließlich Senioren und in 234 Haushaltungen lebten keine Senioren.

### Einwohnerentwicklung
| Quelle: Historisches Ortslexikon | |
| • 1585:                          | 17 Haushaltungen mit etwa 85 Einwohnern |
| • 1747:                          | 42 Haushaltungen |
| • 1770:                          | 48 Häuser mit 274 Einwohnern. Gewerbetreibende: 1 Leineweber und Ackermann, 2 Bild Tuchmacher, 1 (Grob) Schmied, 1 Schneider, 6 Tagelöhner, 2 Wirte, 3 Zimmerleute |
| • 1854:                          | 68 Häuser mit 453 Einwohnern |

| Oberdünzebach: Einwohnerzahlen von 1834 bis 2023 | Oberdünzebach: Einwohnerzahlen von 1834 bis 2023 | Oberdünzebach: Einwohnerzahlen von 1834 bis 2023 | Oberdünzebach: Einwohnerzahlen von 1834 bis 2023 | Oberdünzebach: Einwohnerzahlen von 1834 bis 2023 |
| --- | ------------------------------------------------ | ------------------------------------------------ | ------------------------------------------------ | ------------------------------------------------ |
| Jahr |                                                  |                                                  |                                                  | Einwohner                                        |
| 1834 | 1834                                             |                                                  | 410                                              | 410                                              |
| 1840 | 1840                                             |                                                  | 451                                              | 451                                              |
| 1846 | 1846                                             |                                                  | 469                                              | 469                                              |
| 1852 | 1852                                             |                                                  | 490                                              | 490                                              |
| 1858 | 1858                                             |                                                  | 494                                              | 494                                              |
| 1864 | 1864                                             |                                                  | 542                                              | 542                                              |
| 1871 | 1871                                             |                                                  | 500                                              | 500                                              |
| 1875 | 1875                                             |                                                  | 505                                              | 505                                              |
| 1885 | 1885                                             |                                                  | 459                                              | 459                                              |
| 1895 | 1895                                             |                                                  | 446                                              | 446                                              |
| 1905 | 1905                                             |                                                  | 485                                              | 485                                              |
| 1910 | 1910                                             |                                                  | 527                                              | 527                                              |
| 1925 | 1925                                             |                                                  | 543                                              | 543                                              |
| 1939 | 1939                                             |                                                  | 593                                              | 593                                              |
| 1946 | 1946                                             |                                                  | 664                                              | 664                                              |
| 1950 | 1950                                             |                                                  | 680                                              | 680                                              |
| 1956 | 1956                                             |                                                  | 625                                              | 625                                              |
| 1961 | 1961                                             |                                                  | 636                                              | 636                                              |
| 1967 | 1967                                             |                                                  | 672                                              | 672                                              |
| 1970 | 1970                                             |                                                  | 705                                              | 705                                              |
| 1972 | 1972                                             |                                                  | 708                                              | 708                                              |
| 1980 | 1980                                             |                                                  | ?                                                | ?                                                |
| 1990 | 1990                                             |                                                  | ?                                                | ?                                                |
| 2000 | 2000                                             |                                                  | ?                                                | ?                                                |
| 2011 | 2011                                             |                                                  | 828                                              | 828                                              |
| 2023 | 2023                                             |                                                  | 892                                              | 892                                              |
| Datenquelle: Historisches Gemeindeverzeichnis für Hessen: Die Bevölkerung der Gemeinden 1834 bis 1967. Wiesbaden: Hessisches Statistisches Landesamt, 1968. Weitere Quellen: LAGIS:; Stadt Eschwege; Zensus 2011 |                                                  |                                                  |                                                  |                                                  |

### Historische Religionszugehörigkeit
| Quelle: Historisches Ortslexikon |                                                                   |
| • 1865:                          | 459 evangelische (= 100 %)                                        |
| • 1961:                          | 571 evangelische (= 91,21 %), 35 katholische (= 5,59 %) Einwohner |

## Religion
Kirchengebäude
- 1732 wird ein Kirchenbau an der Stelle eines Vorgängerbaus errichtet

Bekenntniswechsel
- Die Einführung der Reformation erfolgte vermutlich Mitte des 16. Jahrhunderts.

Pfarrzugehörigkeit
- 1585 und 1770 wurden die Herren von Boyneburg als Kirchenpatrone genannt.
- 1770 ist Oberdünzebach ein FFilalort von Niederdünzebach, mit dem es auch ansonsten eng verbunden war.

## Politik
Für Oberdünzebach besteht ein Ortsbezirk (Gebiete der ehemaligen Gemeinde Asmushausen) mit Ortsbeirat und Ortsvorsteher nach der Hessischen Gemeindeordnung.
Der Ortsbeirat besteht aus sieben Mitgliedern. Bei den Kommunalwahlen in Hessen 2021 betrug die Wahlbeteiligung zum Ortsbeirat 66,67 %. Alle Kandidaten gehörten der „Freien Wählerliste Oberdünzebach“ an. Der Ortsbeirat wählte Matthias Herzog zum Ortsvorsteher.

## Kultur und Sehenswürdigkeiten
Für die unter Denkmalschutz stehenden Kulturdenkmäler des Ortes siehe die Liste der Kulturdenkmäler in Oberdünzebach.
Im Dorf gibt es eine evangelische Kirche und eine Sporthalle.
Im Ort aktive Vereine sind:
- Freiwillige Feuerwehr Oberdünzebach
- Heimatverein Oberdünzebach 1961 e. V.
- Kinderfestausschuss
- Landfrauen
- Schützenverein Oberdünzebach 1954 e. V.
- VDK-Ortsgruppe Oberdünzebach
- TSV Oberdünzebach 1911 e. V.
- Kulturverein Oberdünzebach e. V.